# Louis Ulbach

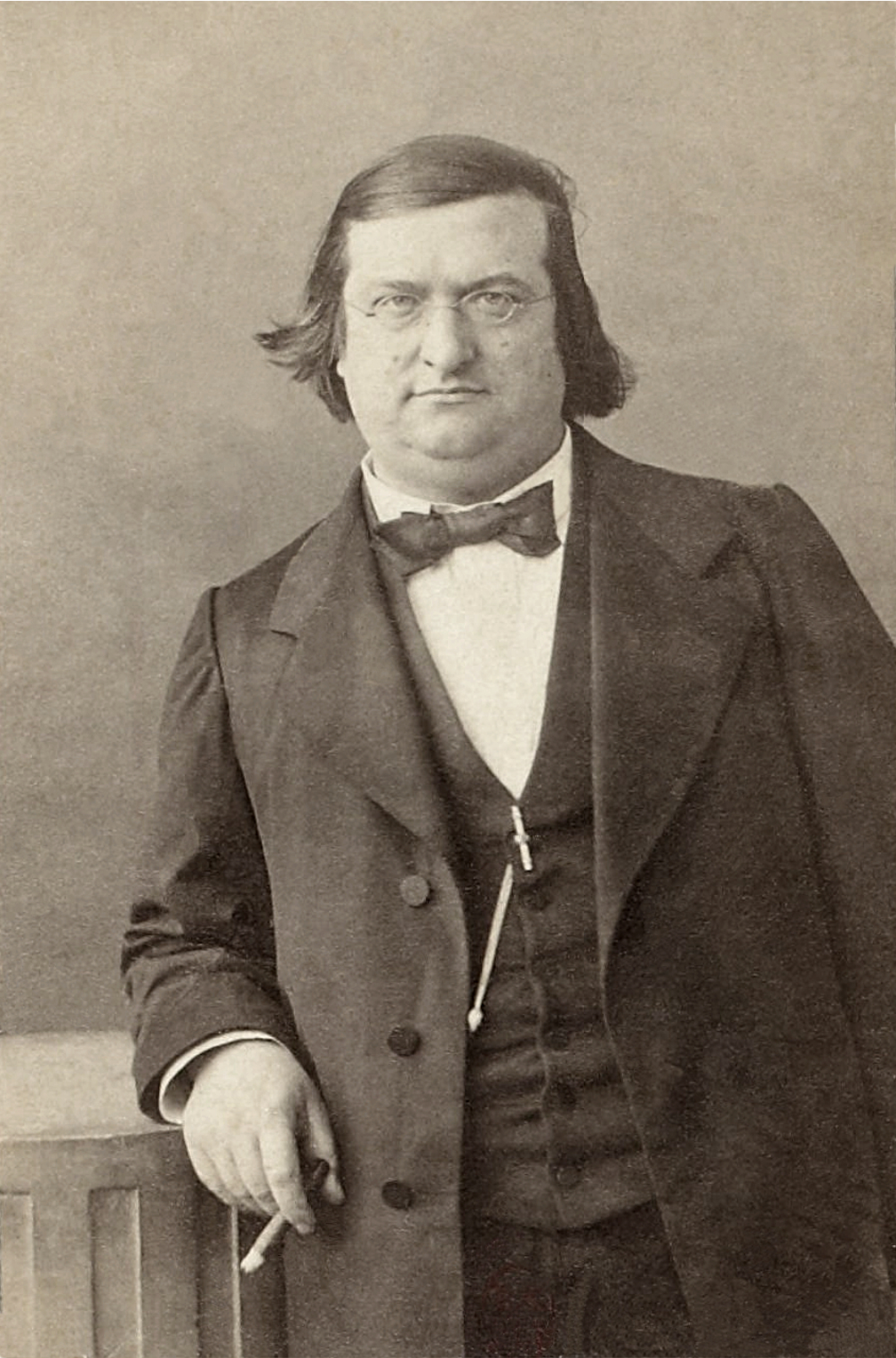
Louis Ulbach

Louis Ulbach (* 7. März 1822 in Troyes; † 16. April 1889 in Paris) war ein französischer Journalist und Schriftsteller.
Ulbach veröffentlichte 1844, ermutigt von Victor Hugo, seinen ersten Gedichtband Gloriana. Er war vier Jahre lang Mitarbeiter der Zeitschriften L'Artiste und Musée des familles, bevor er 1848 den Propagateur de l'Aube gründete. Hier veröffentlichte er eine Reihe von politischen Briefen unter dem Namen Jacques Souffrant, denen er unter eigenem Namen Réponses à Jacques Souffrant folgen ließ. Die Veröffentlichung beider in einem Buch brachte ihm 1851 den ersten größeren literarischen Erfolg.
Nach dem Staatsstreich von 1851 wurde seine Zeitschrift eingestellt, und Ulbach wurde Literaturkritiker und 1853 Direktor der Revue de Paris. Von 1858 bis 1860 leitete er mit François Favre die Le Monde maçonnique. Von 1861 bis 1867 war er Theaterkritiker bei der Le Temps. Danach arbeitete er für den Le Figaro, wo er die Lettres de Ferragus veröffentlichte. In ihnen lieferte er sich (in einem Artikel unter der Überschrift La Littérature putride) mit Émile Zola eine polemische Auseinandersetzung um den naturalistischen Roman anlässlich der Veröffentlichung von dessen Thérèse Raquin.
1868 gründete Ulbach die satirische Zeitschrift La Cloche, mit der er sich den Zorn der Zensur zuzog und eine Haftstrafe von sechs Monaten erhielt. Als er die Zeitschrift 1871 erneut erscheinen ließ, wurde er wiederum zu einer Haft- und Geldstrafe verurteilt. 1878 wurde er Bibliothekar an der Bibliothèque de l’Arsenal. 1888 gründete er mit Jules Simon die Revue de famille, die er bis zu seinem Tode leitete.

## Werke
- Gloriana, Gedichte (1844)
- Lettres à Jacques Souffrant, ouvrier (1851)
- Philosophie maçonnique (1853)
- Argine Piquet (1853)
- L'Amour et la mort, nouvelles (1855)
- Suzanne Duchemin (1855)
- Écrivains et hommes de lettres (1857)
- Les Roués sans le savoir, Novellen (1857)
- Les Secrets du diable, Novellen (1858)
- La Voix du sang (1858)
- Don Almanzo, Opernlibretto, vertont von Charles Renaud de Vilbac (UA 1858)
- Pauline Foucault (1859)
- Histoire d'une mère et de ses enfants. Madame Gottlieb (1859)
- L'Homme aux cinq louis d'or (1860)
- L'Île des rêves, aventures d'un Anglais qui s'ennuie, Novellen (1860)
- Françoise (1862)
- Le Mari d'Antoinette (1862)
- Le Doyen de Saint-Patrick, Drama (nach Léon de Wailly, UA 1862)
- Causeries du dimanche (1863)
- Voyage autour de mon clocher. Histoire et histoires, Novellen (1864)
- Louise Tardy (1864)
- Mémoires d'un inconnu (1864)
- Monsieur et Madame Fernel, Komödie (nach Henri Crisafulli, UA 1864)
- Le Parrain de Cendrillon (1865)
- Le Jardin du chanoine (1866)
- La Chauve-souris, suite du Parrain de Cendrillon (1867)
- Les Parents coupables, mémoires d'un lycéen (1867)
- Le Roman de la bourgeoisie : La cocarde blanche (1814) (1868)
- Nos contemporains : Napoléon III. Lamartine. Le duc d'Aumale. Victor Hugo. Louis Blanc. Sainte-Beuve. Mazzini. George Sand. Thiers. Jules Grévy (1869)
- Lettres de Ferragus (1869)
- Le Prince Bonifacio, Novellen (1869)
- Le Sacrifice d'Aurélie (1873)
- Les Compagnons du Lion dormant : La Maison de la rue de l'Échaudé (1874)
- Les Compagnons du Lion dormant : La Ronde de nuit (1874)
- Les Cinq doigts de Birouk (1874)
- Le Secret de Mlle Chagnier (1875)
- Aventures de trois grandes dames de la cour de Vienne (nach Henriette von Paalzow, drei Bände, 1875–1876)
- Le Baron américain (nach James de Mille) (1876)
- Madame Gosselin (1877)
- Mémoires d'un assassin : Cyrille (1877)
- Mémoires d'un assassin : Maxime (1877)
- Le Comte Orphée (1878)
- Guide sentimental de l'étranger dans Paris, par un Parisien (1878)
- Monsieur Paupe (1878)
- Simple amour (1878)
- Les Buveurs de poison : Noèle (1879)
- Les Buveurs de poison : La Fée verte (1879)
- L'Enfant de la morte (1879)
- Le Château des Épines (1880)
- Le Crime de Martial (1880)
- Réparation (1880)
- Le Tapis vert (1880)
- Le Mariage de Pouchkine (1881)
- La Fleuriotte (1881)
- Le Marteau d'acier (1882)
- Quinze ans de bagne (1882)
- La Confession d'un abbé (1883)
- L'Homme au gardénia (1884)
- Autour de l'amour (1885)
- Almanach de Victor Hugo (1885)
- L'Espion des écoles, illustriert von Carl Larsson (1885)
- Amants et maris (1886)
- L'Amour moderne (1886)
- Espagne et Portugal, notes et impressions (1886)
- Papa Fortin (1886)
- La Maîtresse du général (1887)
- Les Bonnes Femmes (1887)
- La Csárdás, notes et impressions d'un Français en Autriche, en Hongrie, en Roumanie, en Angleterre, en Italie, en Suisse, en Belgique, en Hollande, en France (1888)
- Les Belles et les bêtes, études de physiologie comparée (1888)
- Mère et maîtresse (1888)
- Bobinette (1889)